# Chalk (film)
Chalk je americký nezávislý film z roku 1996. Jeho režisérem byl Rob Nilsson, autory scénáře byli Nilsson a Don Bajema, jenž ve snímku rovněž hrál. Bajema již v minulosti vystupoval v některých Nilssonových filmech. Hlavní roli ve filmu ztvárnil Edwin Johnson. Jeho postava ve filmu provozuje se dvěma syny kulečníkovou hernu. Snímek byl natočen v roce 1993 se členy sanfranciského divadelního souboru.